# Тухкру, Иван Иванович
Ива́н Ива́нович Ту́хкру (эст. Ivan (Jaan) Tuhkru; 12 марта 1914, Тисва, Новгородская губерния — 10 сентября 1998, Таллин, Эстония) — советский военный, генерал-майор, военный комиссар Эстонской ССР в 1954—1975 гг.

## Биография
Родился 12 марта 1914 года в деревне Тисва Старорусского уезда Новгородской губернии. В предвоенные годы Иван Тухкру, сын эстонского переселенца, учился и работал на родине в Новгородской области. В феврале 1940 года начал службу в Красной Армии. В 1941 году окончил 1-е Омское военно-пехотное училище имени М. В. Фрунзе.
В начале войны в составе одного из танковых подразделений 5-й армии участвовал в боях в районе Ровно и Луцка, где 25.08.1941 получил первое ранение.
20.05.1942 под Муромом получил второе ранение. За боевые заслуги 04.08.1942 награждён орденом Красного Знамени. После выздоровления принимал участие в Сталинградской битве. 19.09.1943 получил третье ранение под Полтавой. Окончание войны застало подполковника Тухкру в Австрии, когда он уже был заместителем командира полка по строевой части 193-го гвардейского стрелкового полка 66-й гвардейской стрелковой Полтавской Краснознамённой дивизии.
В послевоенное время продолжил службу в Советской Армии, в 1946 году был направлен в Эстонию, был на должности начальника отдела республиканского военкомата. В 1954 году назначен военным комиссаром Эстонской ССР, эту должность занимал 21 год. С 1975 года — в запасе.
Депутат Верховного Совета Эстонской ССР 7-го созыва.
Умер 10 сентября 1998 года. Похоронен на таллинском кладбище Пярнамяэ.